# Aus Greidanus (1975)
Aus Greidanus jr. (Den Haag, 9 april 1975) is een Nederlands acteur en toneelschrijver.

## Biografische schets
Greidanus, telg uit het geslacht Greidanus, is afkomstig uit een familie van acteurs, regisseurs en schrijvers. Hij is de zoon van acteur en regisseur Aus Greidanus (1950) en actrice Sacha Bulthuis (1948-2009), en de kleinzoon (van moederszijde) van schrijver Rico Bulthuis. Zijn zus is de actrice  Pauline Greidanus (1976). Kay Greidanus (1991) is zijn halfbroer. Hij is sinds 2001 getrouwd met actrice jkvr. Marguerite de Brauw (1973), telg uit het geslacht De Brauw met wie hij een dochter heeft.
In tegenstelling tot zijn vader kreeg Greidanus zijn opleiding aan de Toneelacademie Maastricht. Na zijn afstuderen speelde hij bij Het Nationale Toneel. Vanaf 2005 was hij lid van het ensemble van NTGent, waar hij onder andere de tekst schreef van het stuk De illusionist voor acteur Servé Hermans.
Van 2011 tot 2013 maakt hij vast deel uit van Toneelgroep De Appel, waar hij acteert en regisseert. Tijdens het eerste seizoen bij dit gezelschap regisseerde hij When the wind blows en Immanuel Kant en in 2012 debuteerde hij bij De Appel als acteur in Herakles en regisseert hij Omphale (deel 7 uit Herakles).
Sinds 2014 is Greidanus verbonden aan Toneelgroep Amsterdam. Hier speelde hij onder meer de rol van Peter Keating in The Fountainhead, een stuk dat in Nederland, België, Frankrijk en Spanje met groot succes gespeeld werd.
Naast toneelwerk speelde hij ook in diverse films en televisieseries als De Tasjesdief, Pleidooi, De Acteurs en De vloer op en had hij gastrollen in onder andere Baantjer, Combat, Keyzer & De Boer Advocaten en telefilm Herman vermoordt mensen.

## Filmografie
- 1991 - Goede tijden, slechte tijden - Ted
- 1992 - Oppassen!!! - Joris Buys (aflevering 24 Het internaat)
- 1995 - De Tasjesdief - Lucas
- 1996 - Hugo - Hugo
- 1998 - Combat: "Open Huis" en "Afscheid" - Peter Bouwhuis
- 1999 - Baantjer: "De Cock en de moord op de schandknaap" - Jan Masaryk
- 2001 - De Acteurs - Huub
- 2005 - Keyzer & De Boer Advocaten: Het bloedbad - Luuk de Groot
- 2009 - Amsterdam
- 2009 - Vuurzee - Carl
- 2009/2023 - Flikken Maastricht, afl. 3.06: "Kameraden"/afl. 17.10 "Alte Kameraden" - Sees Lambooy
- 2010 - Bellicher; De Macht van meneer Miller - Pepijn Wildbredt
- 2011 - Broeders - Sieger jr.
- 2016 - Land van Lubbers, afl. "Crisis in de polder" - Onno Ruding
- 2016 - Vlucht HS13 - Hoofdinspecteur Ronald Zwiers
- 2018 - Flikken Rotterdam, afl. 3.09: "Bij nader inzien" - Karel Wagenaar
- 2019 - Het irritante eiland - Burgemeester Middeleeuwen
- 2019 - Meisje van plezier - Tom Hansen
- 2020 - Mocro maffia - Roy Brandt
- 2023 - Anoniem - advocaat
- 2024 - Medisch Centrum West - Pierre
- 2025 - De Vuurwerkramp - Klaas de Jong

## Toneelgroep Amsterdam
- 2006-'08: Oresteia
- 2010-'11: La grande bouffe
- 2014-'18: The Fountainhead
- 2014-'19: Medea
- 2014-'15: Nora
- 2015-'18: Kings of war
- 2015-'17: De stille kracht
- 2016: De Welwillenden
- 2016: Opgediept
- 2016-'18: De dingen die voorbijgaan
- 2017-'18: Ibsen Huis
- 2018-'19: Oedipus
- 2018- '19: Het hout
- 2019: Dood in Venetië